# Alain Vasseur
Alain Vasseur (Cappelle-la-Grande, 1 april 1948) is een voormalig Frans wielrenner. Hij was beroepsrenner tussen 1969 en 1974 en is de vader van wielrenner Cédric Vasseur. Ook zijn broer Sylvain Vasseur was als wielrenner actief.

## Belangrijkste overwinningen
1968
- 1e etappe Circuit de Saône-et-Loire
- Parijs-Roubaix Espoirs
- 5e etappe Ronde van de Toekomst
- 9e etappe Ronde van de Toekomst

1969
- Eindklassement Vierdaagse van Duinkerke
- 3e etappe Tour du Nord

1970
- 8e etappe Ronde van Frankrijk

1972
- 4e etappe Étoile des Espoirs

## Resultaten in voornaamste wedstrijden
| Jaar | Ronde van Italië | Ronde van Frankrijk | Ronde van Spanje |
| ---- | ---------------- | ------------------- | ---------------- |
| 1969 |                  |                     |                  |
| 1970 |                  | 40e (1)             |                  |
| 1971 |                  | 65e                 |                  |
| 1972 |                  |                     |                  |
| 1973 |                  |                     |                  |
| 1974 |                  | 81e                 | opgave           |

| Jaar | Milaan-San Remo | Gent-Wevelgem | Ronde van Vlaanderen | Parijs-Roubaix | Amstel Gold Race | Luik-Bast.‑Luik | Waalse Pijl | Parijs-Tours | Rund um den Henninger-Turm |  | WK op de weg |  | Wereldranglijsten |
| ---- | --------------- | ------------- | -------------------- | -------------- | ---------------- | --------------- | ----------- | ------------ | -------------------------- |  | ------------ |  | ----------------- |
| 1969 | 45e             | 42e           |                      |                | 11e              |                 | 12e         | 73e          | 5e                         |  |              |  | 17e (SPP)         |
| 1970 |                 |               |                      | 40e            |                  | 13e             | 40e         |              |                            |  | 6e           |  |                   |
| 1971 |                 |               | 43e                  |                |                  |                 | 53e         | 49e          | 25e                        |  |              |  |                   |
| 1972 |                 |               |                      | 46e            |                  |                 |             | 95e          |                            |  |              |  |                   |
| 1973 |                 | 40e           |                      |                |                  |                 |             | 64e          |                            |  |              |  |                   |
| 1974 |                 | 47e           |                      | 48e            |                  | 49e             |             |              |                            |  |              |  |                   |

## Ploegen
- 1969 – Bic
- 1970 – Bic
- 1971 – Bic
- 1972 – Bic
- 1973 – Bic
- 1974 – Bic